# Zuk Mikajil
Zuk Mikajil (arab. زوق مكايل, Zūq Mikāyil) – miasto w Libanie, w kadzie Kasarwan, pomiędzy Bejrutem a Dżuniją, 14 km od wybrzeża Morza Śródziemnego. Zamieszkiwane jest głównie przez maronitów i grekokatolików. W 1999 roku UNESCO wyróżniło Zuk Mikajil tytułem Miasta Pokoju.

## Historia
Miejscowość została założona ok. roku 1305 przez mameluków, jako jeden z posterunków strażniczych w zdobytym nieco wcześniej Kasarwanie. W 1541 roku Zuk Mikajil był siedzibą tureckich władz. W XVII wieku został nabyty przez ród chrześcijańskich feudałów, Khazenów. W latach 1884–1920 Zuk Mikajil był stolicą dystryktu Kasarwan.
W okresie II wojny światowej w mieście osiedlono uchodźców polskich. Krótkie wspomnienia Polaków, którzy jako tułacze dzieci wyprowadzone przez Armię Andersa z sowieckiej niewoli uczyły się w Zuk Mikale, znaleźć można na łamach czasopisma "MY : biuletyn" wydawanego w latach 1988-2012 przez Koło Wychowanków Szkół Polskich Isfahan-Liban z siedzibą w Londynie.

## Miasta partnerskie
- Eu (Seine-Maritime)
- Rueil-Malmaison